# Vratislav Greško
Vratislav Greško est un footballeur slovaque né le 24 juillet 1977 à Tajov.

## Carrière
- 1995-1997 : Dukla Banska Bystrica  Slovaquie
- 1997-1999 : Inter Bratislava  Slovaquie
- 1999-2000 : Bayer Leverkusen  Allemagne
- 2000-2002 : Inter Milan  Italie
- 2002-2002 : Parme FC  Italie
- 2002-2006 : Blackburn Rovers  Angleterre
- 2006-2007 : FC Nuremberg  Allemagne
- 2007-2009 : Bayer Leverkusen Allemagne
- 2011-2015 : Šport Podbrezová  Slovaquie

## Sélections
- 34 sélections et 2 buts avec  Slovaquie